# Lo Vilar de Lans
Lo Vilar de Lans (en occità Lo Vilar de Lans, en francès Villard-de-Lans) és un municipi francès situat al departament de la Isèra i a la regió d'Alvèrnia-Roine-Alps.